# Agrilus chekiangensis
Agrilus chekiangensis é uma espécie de inseto do género Agrilus, família Buprestidae, ordem Coleoptera.
Foi descrita cientificamente por Gebhardt, 1928.